# Paul Smith (Designer)

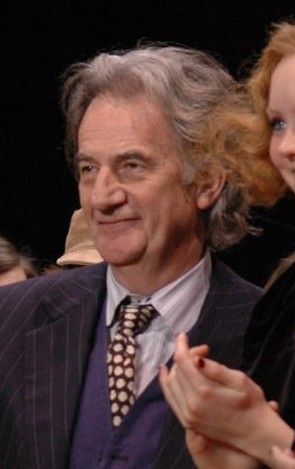
Paul Smith, 2007

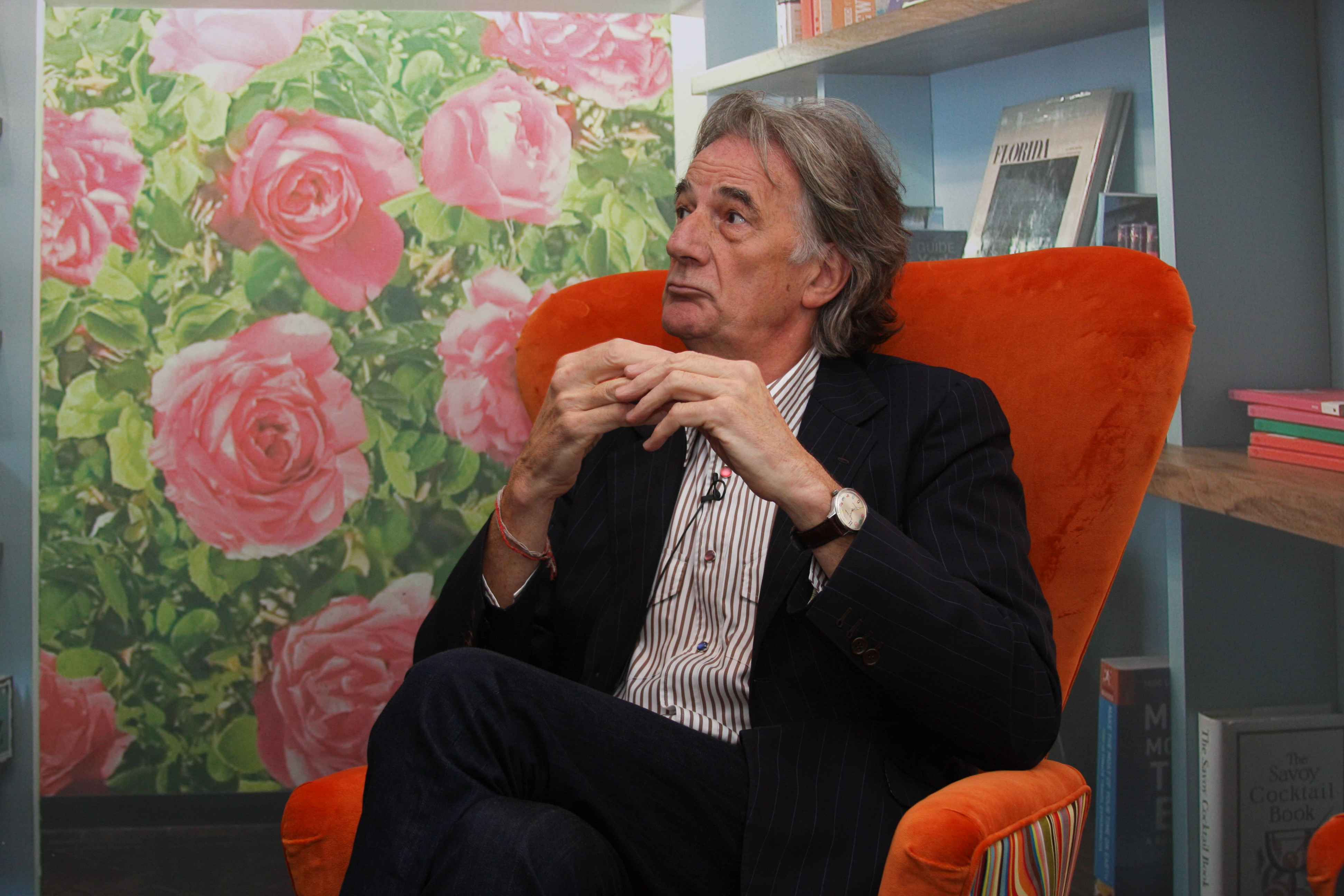
Paul Smith, 2009

Sir Paul Brierley Smith, CH, CBE, RDI (* 5. Juli 1946 in Nottingham) ist ein britischer Modedesigner und Unternehmer, der 1970 seine Modefirma Paul Smith Ltd. gründete, die heute weltweit tätig ist.
Smith ist hauptsächlich für seine Herrenmode-Kollektionen, die er selbst als „classic with a twist“ (deutsch: klassisch mit dem gewissen Etwas) beschrieben hat, und den Einsatz bunter Farben sowie floraler Muster in seiner Mode bekannt. Er gilt als der erfolgreichste Designer Großbritanniens. Unter der Marke Paul Smith werden weltweit über ein Netzwerk eigener Boutiquen und den gehobenen Einzelhandel Bekleidung, Schuhe und Accessoires für Damen, Herren und Kinder sowie Parfüm, Uhren, Einrichtungsgegenstände und weiteres angeboten.

## Karriere und Beginn des Unternehmens
Smith, der Sohn eines Schneiders, wollte ursprünglich Radrennfahrer werden. Diese Pläne wurden allerdings im Alter von siebzehn Jahren infolge eines Verkehrsunfalls mit einem Auto beendet. Durch seinen Vater erhielt er eine Anstellung in einem Bekleidungsbetrieb und nach einigen Jobs als Boutique-Manager und Mode-Einkäufer eröffnete er 1970 sein erstes Modegeschäft in Nottingham und gründete die Paul Smith Ltd. Seine damalige Freundin, und heutige Frau, Pauline, die Modedesign studiert hatte, brachte ihn mit Leuten aus der Mode- und Designwelt zusammen und ermunterte ihn, seine eigene Mode zu kreieren. 1976 präsentierte Smith seine erste Herrenkollektion unter dem Namen 'Paul Smith' in Paris. Das erste Geschäft in London folgte 1979. Mitte der 1980er war das Unternehmen in der Londoner Business-Welt als Modelabel im oberen Preissegment etabliert. Dieser Erfolg resultierte in der internationalen Expansion des Geschäftsbetriebs. Damenmode folgte 1993. Die Herrenmode der Hauptlinie wird immer noch zweimal jährlich bei den Pariser Modenschauen präsentiert, während die Damenmode der Hauptlinie von Paul Smith seit 1998 während der London Fashion Week gezeigt wird.

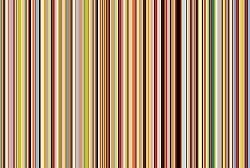
Das berühmte Streifenmuster von Paul Smith

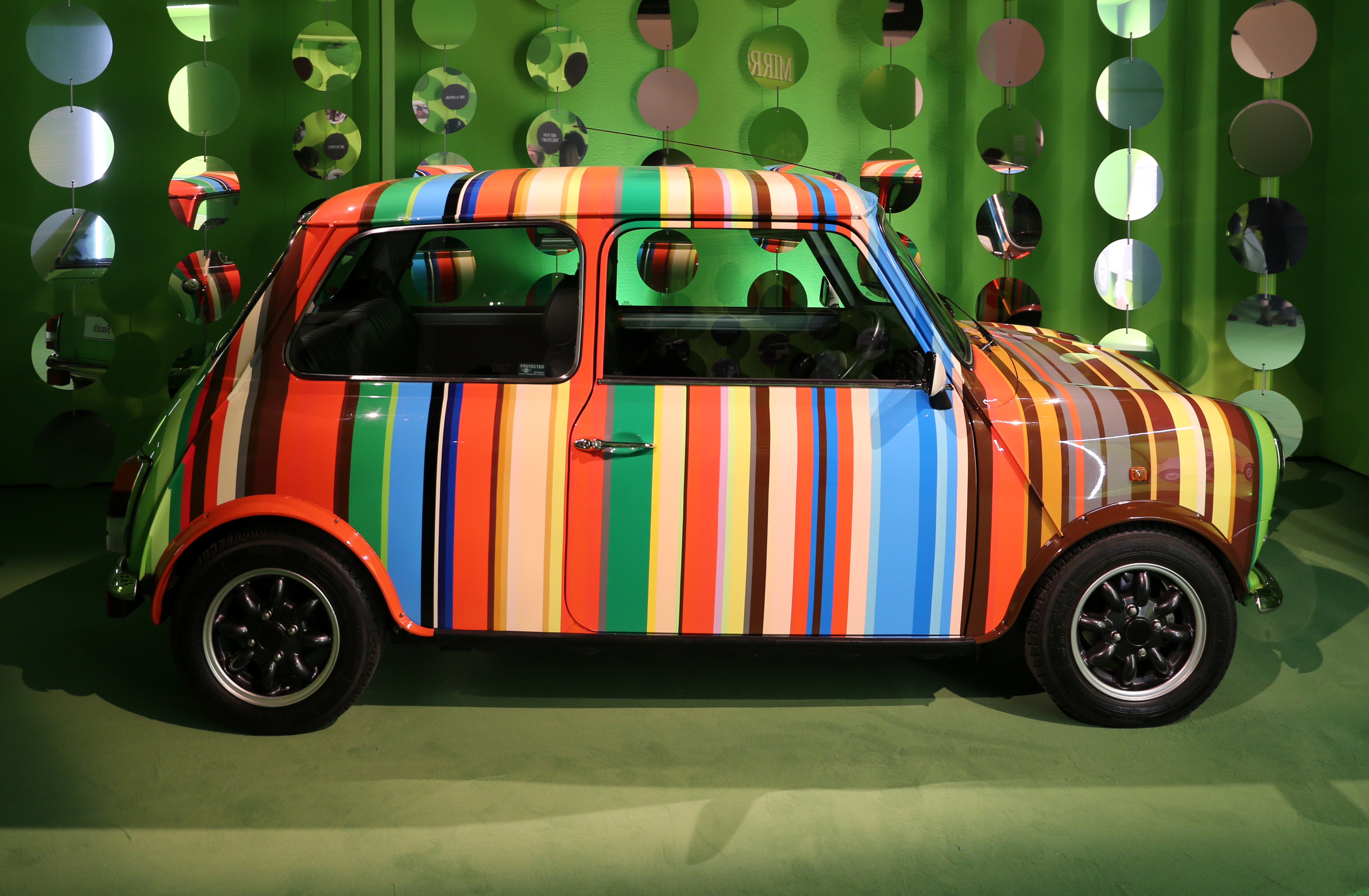
Der von Smith gestaltete Mini, 1998

Ein Markenzeichen Smiths ist ein Muster aus schmalen, bunten Linien bzw. Streifen in 14 Farben, die er aufgrund von Kundennachfragen weiterverwendete. Smith ist in seinem Unternehmen sowohl für das Design als auch das Geschäftliche verantwortlich und gilt trotz seines großen Erfolges als unaffektierter, geistreicher und witziger Workaholic. 1991 nahm die britische Royal Society of Arts Smith für seine Leistungen für die Modeindustrie in den Kreis der Royal Designers of Industry (RDI) auf. Smith wurde 1994 als Commander (CBE) in den Order of the British Empire aufgenommen und 2000 von Prince Charles für Verdienste um die britische Modewirtschaft zum Ritter geschlagen. Seither kann er sich Sir Paul Smith nennen. Am 24. November 2000 fand vormittags die Zeremonie im Buckingham Palace statt und am Nachmittag heirateten Paul Smith und Pauline Denyer –, seine Lebensgefährtin seit 1967.
Smith sammelt und hört Vinyl-Platten und fuhr 2015 noch immer gern Rad.
Nachdem er schon 1997 einen Mini in Streifendesign gestaltet hatte, der in limitierter Auflage von 1800 Fahrzeugen hergestellt wurde, gestaltete Paul Smith 2021 im Hinblick auf Nachhaltigkeit einen minimalistischen Mini Electric: Die Karosserie ist optisch ohne Lack, Schrauben sind unverkleidet, um späteres Recycling zu erleichtern; im Innern verwendete er natürliche Materialien wie Kork und gestricktes Textil.

## Firmendaten
Sitz der Paul Smith Ltd. ist Nottingham. Der weltweite Umsatz des Unternehmens (inkl. Lizenzen) belief sich 2008 auf circa £ 346 Millionen. Die Umsätze (ohne Lizenzen) der Paul Smith Ltd. betrugen im Geschäftsjahr 2009/2010 ca. £ 174 Mio. und im Jahr 2010/2011 ca. £ 196 Mio. bei einem Vorsteuergewinn von £ 25 Mio. (2009/2010) bzw. £ 34 Mio. (2010/2011). Zum 30. Juni 2019 betrug der Umsatz £ 214,9 Millionen (253,5 Millionen Euro). Damenmode macht etwa 25 % der Erlöse des Unternehmens aus. Smith's Büro und Atelier liegen im Londoner Stadtteil Covent Garden.
Zum Stand 2012 betrieb Smith neben dem Großhandel 15 eigene Paul Smith Geschäfte sowie 6 Outlets in Großbritannien und über 130 Ladengeschäfte weltweit, unter anderem in Paris, Hong Kong, Moskau und New York, jedoch keines in Österreich oder der Schweiz. Seit 2014 gibt es in Hamburg den ersten Deutschen Store. Darüber hinaus existierten ca. 200 Verkaufsflächen (zum Teil als Shop-in-Shop) in Japan, wo die Marke besonders gefragt ist. 2006 erwarb der japanische Geschäftspartner von Paul Smith, die Itochu Corporation, 40 % der Anteile an der Paul Smith Ltd. Die übrigen 60 % der Unternehmensanteile gehören weiterhin Paul Smith.
Anfang 2015 ernannte Paul Smith seinen Mitarbeiter Simon Homes, seit 2004 im Unternehmen tätig und zuletzt Chef der Herrenkollektionen, zum Kreativdirektor aller Paul Smith Kollektionen. Dies geschehe zur Entlastung von Paul Smith, stelle aber keineswegs einen Rückzug des Firmengründers aus dem Unternehmen dar, der sich am Ende der Modenschauen nach wie vor dem Publikum alleine zum Schlussapplaus präsentiert.

## Vertrieb und Kollektionen

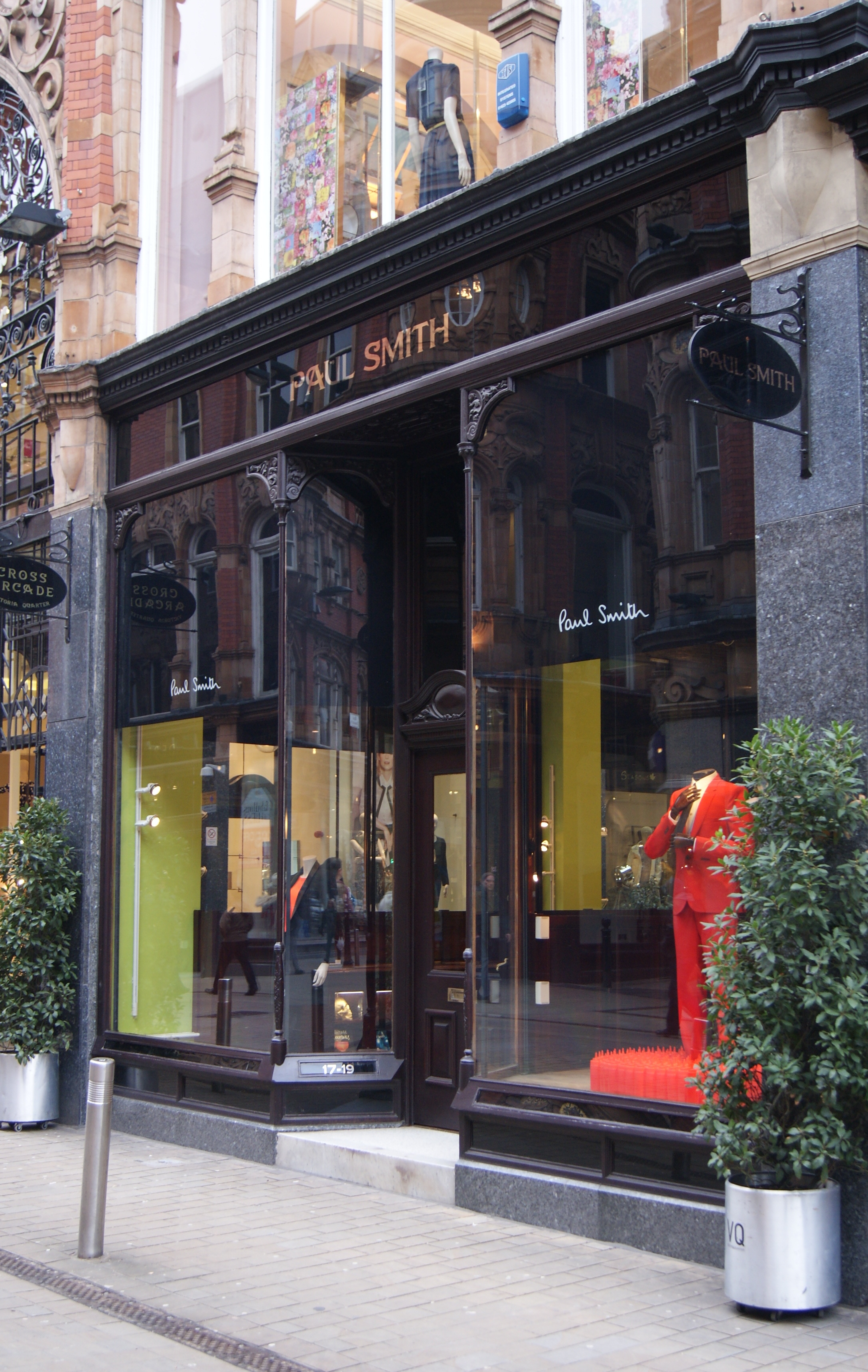
Paul Smith Boutique in Leeds

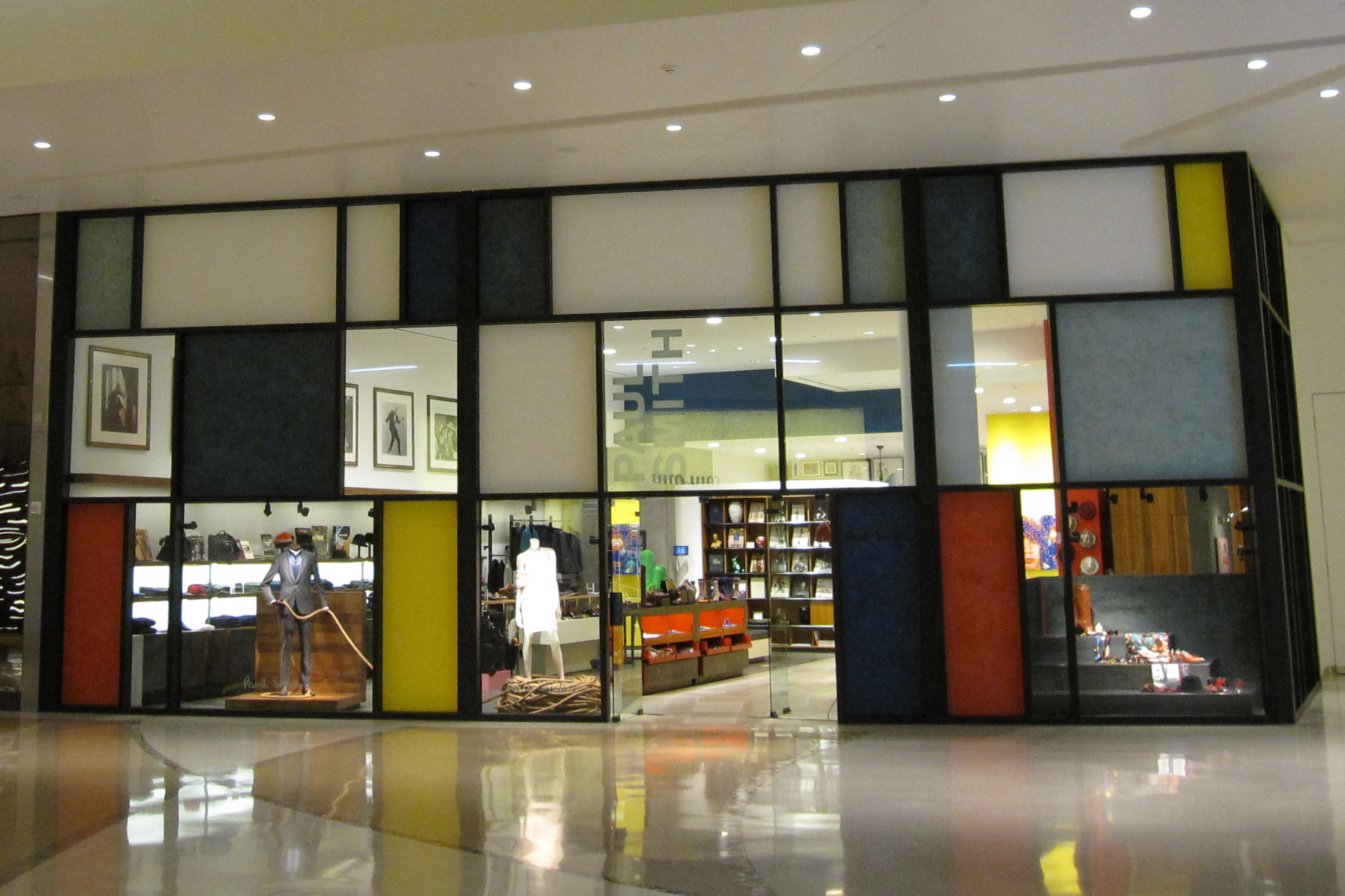
Paul Smith Boutique in Las Vegas

Unter der Marke 'Paul Smith' wurden in eigenen Ladengeschäften und über den Fachhandel in über 75 Ländern zahlreiche Kollektionen vertrieben. Bereits 1995 ging die Website des Unternehmens online, auf der seit 2004 ein Onlineshop betrieben wird.
Im Jahr 2019 eröffnete Smith ein Geschäft in München.
Ende 2015 kündigte Paul Smith für 2016 allerdings an, dass die Unterkollektionen eingestellt und letztendlich lediglich die Hauptlinie sowie die Zweitlinie PS, jeweils für Damen und Herren, neben der Kindermode fortgeführt werden. Des Weiteren werden, zum Teil in Lizenz, (Sonnen-)Brillen (Paul Smith Spectacles, seit 1994), Schuhe, Accessoires, Armbanduhren (seit 1994), Düfte (seit 2000), Essgeschirr, Schreibgeräte, Teppiche, Heimtextilien, Stoffe etc. unter dem 'Paul Smith' Modelabel angeboten.
Paul Smith hatte 1991 die Fabrik des 1885 gegründeten britischen Bekleidungsherstellers R.Newbold gekauft, 1993 in England die erste R.Newbold Kollektion präsentiert und das Label seit Mitte der 1990er exklusiv in Japan angesiedelt. Für den japanischen Markt wurde bis 2016 unter der Marke R.Newbold jugendliche Herren-Sportswear in eigenen Ladengeschäften verkauft.
Darüber hinaus arbeitet Paul Smith hin und wieder für Design-Projekte mit anderen Firmen zusammen und verleiht dadurch deren Produkten das gewisse „Paul Smith Etwas“: beispielsweise: Triumph Bonneville (Motorrad in zwei Versionen, je 50 Stück, 2005), Evian (Glasflasche, 2009), Burton (Snowboard, 2010), Rapha (Fahrradtrikot, unter anderem 2017), etc.

### Aktuelle Kollektionen
- Herrenmode
  - Paul Smith Collection (Hauptlinie, seit 1976)
  - PS Paul Smith (jugendliche Zweitlinie)

Für den japanischen Markt wird weiterhin zwischen der Paul Smith Hauptlinie und Paul Smith Collection (klassische englische Mode) samt Paul Smith Collection Individual Order (Maßanfertigung) unterschieden.
- Damenmode
  - Paul Smith (Hauptlinie, seit 1993 für die Saison 1994)
  - PS Paul Smith (2016 eingeführte Zweitlinie, die alle bisherigen Unterlinien ersetzt)
- Kindermode
  - Paul Smith Junior (seit 1991, anfangs: Paul Smith Childrenswear)

### Ehemalige Kollektionen
- Herrenmode
  - Paul Smith London (Business-Mode innerhalb der Hauptlinie)
    - Paul Smith The British Collection (Sonderkollektion, "capsule collection", der London-Linie)

  - Paul Smith Jeans (Denim-basierte Sportswear) und Red Ear by Paul Smith Jeans (hochwertige Denim-Kollektion)
  - Paul Smith Sport (sportive Freizeitmode)
  - Paul Smith Bespoke (Maßanfertigung, seit 1998)
- Damenmode
  - Paul Smith Black Label (modischere Zweitlinie)
  - Paul by Paul Smith bzw. Paul x (jugendliche Kollektion, seit 2008)
  - Paul Smith Pink Label (ab 1998, eingestellt)
  - Paul Smith Blue Label (eingestellt)

## Zitat
„An jedem Tag meines Lebens sehe ich etwas, das mich zum Lachen bringt.“